# Александровка (Шарыповский район)
Александровка — деревня в Шарыповском районе Красноярского края России. Входит в состав Берёзовского сельсовета.

## География
Деревня расположена в 62 км к северу от районного центра Шарыпово.

## История
Основана в 1894 г. В 1926 году состояла из 66 хозяйств, основное население — украинцы. В административном отношении являлось центром Александровского сельсовета Берёзовского района Ачинского округа Сибирского края.

## Население
| 1926 | 2010 |
| ---- | ---- |
| 484  | ↘126 |

Гендерный состав
По данным Всероссийской переписи населения 2010 года 7 мужчин и 59 женщин из 126 чел.